# Strof
Strof (av klassisk grekiska στροφή, strophē, 'vändning') är i poesin en grupp versrader som rytmiskt bundits ihop av ett versmått.  Ofta utgör en strof "ett avslutat helt" – motsvarande ett stycke i prosa.
I populärt språkbruk används strof synonymt med vers, men i språkbruket för litterär analys är denna betydelse felaktig då en vers (lat versus = linje)  endast är en av raderna i en strof.

## Exempel
| Bryt upp, bryt upp! Den nya dagen gryr! Oändligt är vårt stora äventyr! |
| – Karin Boye                                                            |

Den avslutande strofen i dikten I rörelse ovan består av två versrader.